# Cryptopimpla
Cryptopimpla är ett släkte av steklar som beskrevs av Taschenberg 1863. Cryptopimpla ingår i familjen brokparasitsteklar.

## Bildgalleri

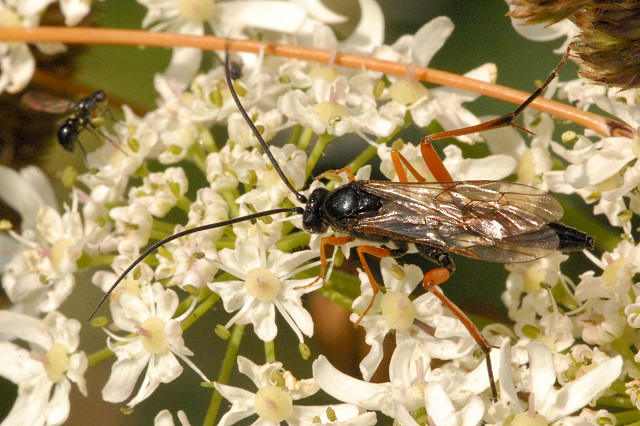
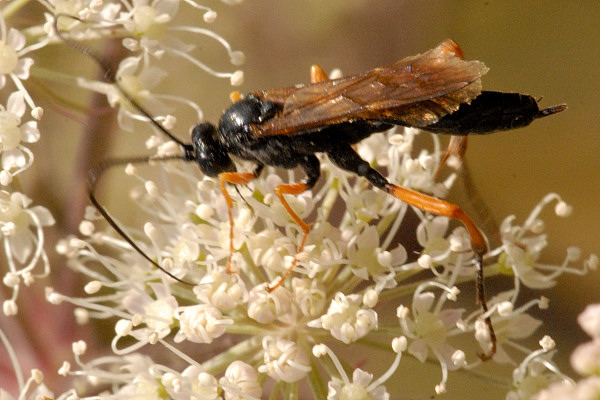
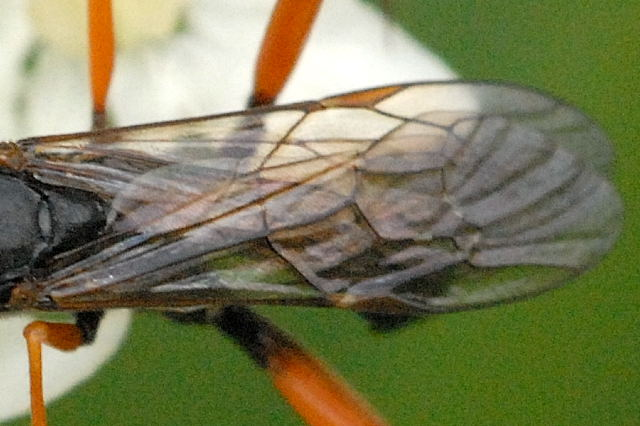

## Dottertaxa tillCryptopimpla, i alfabetisk ordning[1][2]
- Cryptopimpla alpivaga
- Cryptopimpla amplipennis
- Cryptopimpla anomala
- Cryptopimpla arvicola
- Cryptopimpla brevicaudis
- Cryptopimpla brevigena
- Cryptopimpla brevis
- Cryptopimpla breviungula
- Cryptopimpla buareoleta
- Cryptopimpla buccinata
- Cryptopimpla calceolata
- Cryptopimpla caligata
- Cryptopimpla collaris
- Cryptopimpla cristula
- Cryptopimpla ecarinata
- Cryptopimpla eleganta
- Cryptopimpla errabunda
- Cryptopimpla fasciolurida
- Cryptopimpla flavopterum
- Cryptopimpla genalis
- Cryptopimpla helvetica
- Cryptopimpla helvicoxis
- Cryptopimpla henanensis
- Cryptopimpla hertrichi
- Cryptopimpla kerzhneri
- Cryptopimpla labralis
- Cryptopimpla maurocoxis
- Cryptopimpla miltotibialis
- Cryptopimpla nigripalpis
- Cryptopimpla pleuralis
- Cryptopimpla procul
- Cryptopimpla pulloris
- Cryptopimpla quadrilineata
- Cryptopimpla rubrithorax
- Cryptopimpla rutilana
- Cryptopimpla solitaria
- Cryptopimpla sordida
- Cryptopimpla subfamata
- Cryptopimpla subfumata
- Cryptopimpla taiwanensis
- Cryptopimpla tertia
- Cryptopimpla turana